# نولينة صغيرة السداة
نولينة صغيرة السداة (الاسم العلمي:Nolina micrantha) هي نوع من النباتات تتبع جنس النولينة من الفصيلة الهليونية.